# Tipologia degli atti del presidente della Repubblica Italiana
La dottrina giuridica distingue gli atti del Presidente della Repubblica Italiana secondo i tipi dell'atto presidenziale e dell'atto governativo, con alcune distinzioni formali e sostanziali.

## Atti formalmente e sostanzialmente presidenziali
Si tratta di quegli atti ritenuti normalmente di prerogativa esclusiva del Presidente della Repubblica. In tutti questi atti è presente la controfirma di un membro del governo (generalmente il Presidente del Consiglio dei ministri o il ministro competente), che ne attesta la validità.
Sono esempi di questo tipo gli atti nomina (5 senatori a vita e un terzo dei giudici della Corte costituzionale), l'eventuale rinvio alle Camere delle leggi dopo la prima approvazione, i messaggi presidenziali, le esternazioni atipiche (ovvero le manifestazioni di opinioni o dichiarazioni del Capo dello Stato che non assumono le forme previste dalla Costituzione per i messaggi) e la convocazione straordinaria delle Camere.

## Atti formalmente presidenziali e sostanzialmente governativi
Sono atti formalmente emanati dal Presidente, la cui potestà ricade, però, sostanzialmente sul Governo.
Ne è un esempio il decreto di emanazione che fissa la data di svolgimento del referendum abrogativo in quanto, anche se emanato dal Presidente, fissa un giorno (tra il 15 aprile e il 15 giugno) comunque deliberato dal Consiglio dei Ministri. Altri esempi sono l'emanazione degli atti governativi aventi valore di legge (come i decreti-legge e i decreti legislativi), l'adozione con la forma del decreto presidenziale dei più importanti atti del Governo, la ratifica dei trattati internazionali e le concessioni di grazie e commutazioni delle pene.
Su questi atti il Presidente della Repubblica esercita un controllo di legittimità. Questo controllo di legittimità autorizza il Presidente a non firmare l'atto e a chiederne il riesame al Governo.

## Atti formalmente presidenziali e sostanzialmente complessi
Si tratta di atti in cui concorrono le volontà di Presidente della Repubblica e Governo o Parlamento.
Lo sono, ad esempio, lo scioglimento delle Camere e la nomina del nuovo Presidente del Consiglio.